# Pelileo
Pelileo (nom oficial: San Pedro de Pelileo) és una ciutat de l'Equador, a la província de Tungurahua. Té uns 49.000 habitants i està situada al vessant occidental del volcà Tungurahua, a pocs quilòmetres de la capital provincial, Ambato.
Pelileo va ser fundada el 1570 i va ser elevada a l'estatus de cantó el 22 de juliol de 1860. El 5 d'agost de 1949 la ciutat va ser totalment destruïda per un terratrèmol. Hi van morir aproximadament 5.000 persones, la major part atrapades a les ruïnes de la ciutat. L'única estructura encara visible de l'antiga vila és un pilar de roca, trencat, que va ser una vegada part de l'església central de Pelileo. La nova ciutat es va reconstruir en una localitat propera. En conseqüència, actualment existeixen Pelileo Grande, lloc de la ciutat antiga i avui una parròquia del cantó, i Pelileo Nuevo.